# Valeria Piazza
Valeria Piazza Vásquez (Lima, 6 giugno 1989) è una modella peruviana, eletta Miss Perù 2016.

## Biografia

### Miss Universo Perù 2016
Il 23 aprile 2016, presso l'Ecological Center Studios di Lima, viene incoronata Miss Perù 2016 dalla vincitrice uscente Laura Spoya e da Miss Universo 2015 Pia Wurtzbach.

### Miss Universo 2016
Più tardi rappresenta il Perù alla 65ª edizione di Miss Universo, svoltasi il 30 gennaio 2017 al Mall of Asia Arena di Pasay, nelle Filippine, dove ottiene un posto fra le ultime tredici finaliste.